# Tworzyjanów
Tworzyjanów – wieś w Polsce położona w województwie dolnośląskim, w powiecie świdnickim, w gminie Marcinowice.

## Podział administracyjny
W latach 1975–1998 miejscowość administracyjnie należała do województwa wałbrzyskiego.

## Zabytki
Do wojewódzkiego rejestru zabytków wpisany jest:
- zespół pałacowy, z przełomu XIX/XX w.:
  - pałac, barokowy, przebudowany około 1884 r. z wcześniejszego, prawdopodobnie XVI w., otoczony 4 ha parkiem ze stawem[5].
  - park

nieistniejące:
- kościół zniszczony podczas wojny 30-letniej